# Andrzej Kasprzak
Andrzej Kasprzak (Lublin, Polonia; 14 de marzo de 1946-24 de agosto de 2023) fue un baloncestista polaco que jugó en la posición de pívot.

## Carrera

### Club
Jugó toda su carrera con el KS Lublinianka de 1963 a 1976, equipo con el que fue campeón nacional en 1965.

### Selección nacional
Representó a Polonia en dos ocasiones en los Juegos Olímpicos; en México 1968 y Múnich 1972, alcanzando las semifinales en 1972.

## Logros
- Liga de Baloncesto de Polonia (1): 1965